# 克雷皮 (乌克兰)
48°55′56″N 39°30′29″E / 48.93222°N 39.50806°E
克雷皮（烏克蘭語：Крепи）是位於烏克蘭東部的村莊，由盧甘斯克州夏斯季耶区的下泰普萊市鎮負責管轄。該村始建於1721年，面積1.33平方公里，海拔高度101米，2001年人口247，人口密度每平方公里185.7人。